# Pieve delle Sante Flora e Lucilla
La pieve delle Sante Flora e Lucilla è un edificio religioso di culto cattolico situato a Santa Fiora, in provincia di Grosseto.

## Storia e descrizione
Ricordata dal 1142, venne restaurata alla metà del Quattrocento e trasformata alla fine del Settecento.
Presenta la facciata a capanna divisa in due parti da una cornice orizzontale, un portale dai caratteri rinascimentali e un occhio di gusto gotico, sotto il quale si trova lo stemma degli Aldobrandeschi.
La struttura interna è a tre navate, divise da archi a tutto sesto, conclusa da un coro quadrangolare. Particolarmente interessante è la raccolta di terrecotte robbiane, eseguite tra il 1465 e il 1490: un trittico con l'Incoronazione della Vergine, le Stimmate di san Francesco e San Girolamo decorato con festoni di foglie, frutta e fiori; i pannelli del pulpito; il Crocifisso; e una grande pala con la Madonna della Cintola e santi.

## Galleria d'immagini

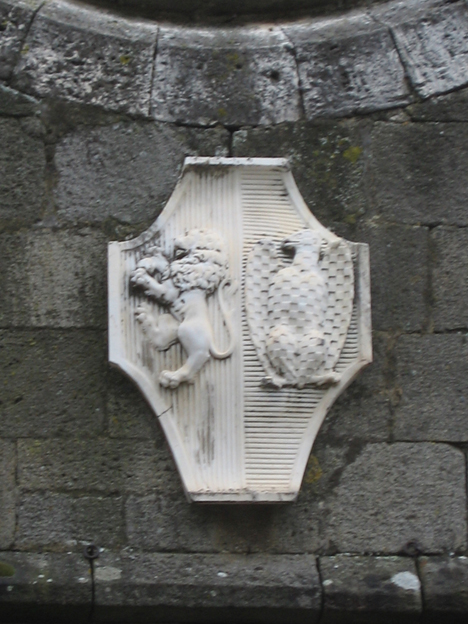
Stemma
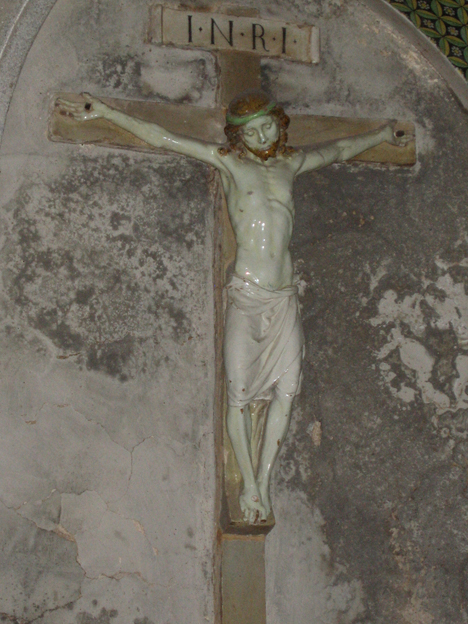
Piccolo Crocefisso nella navata di destra
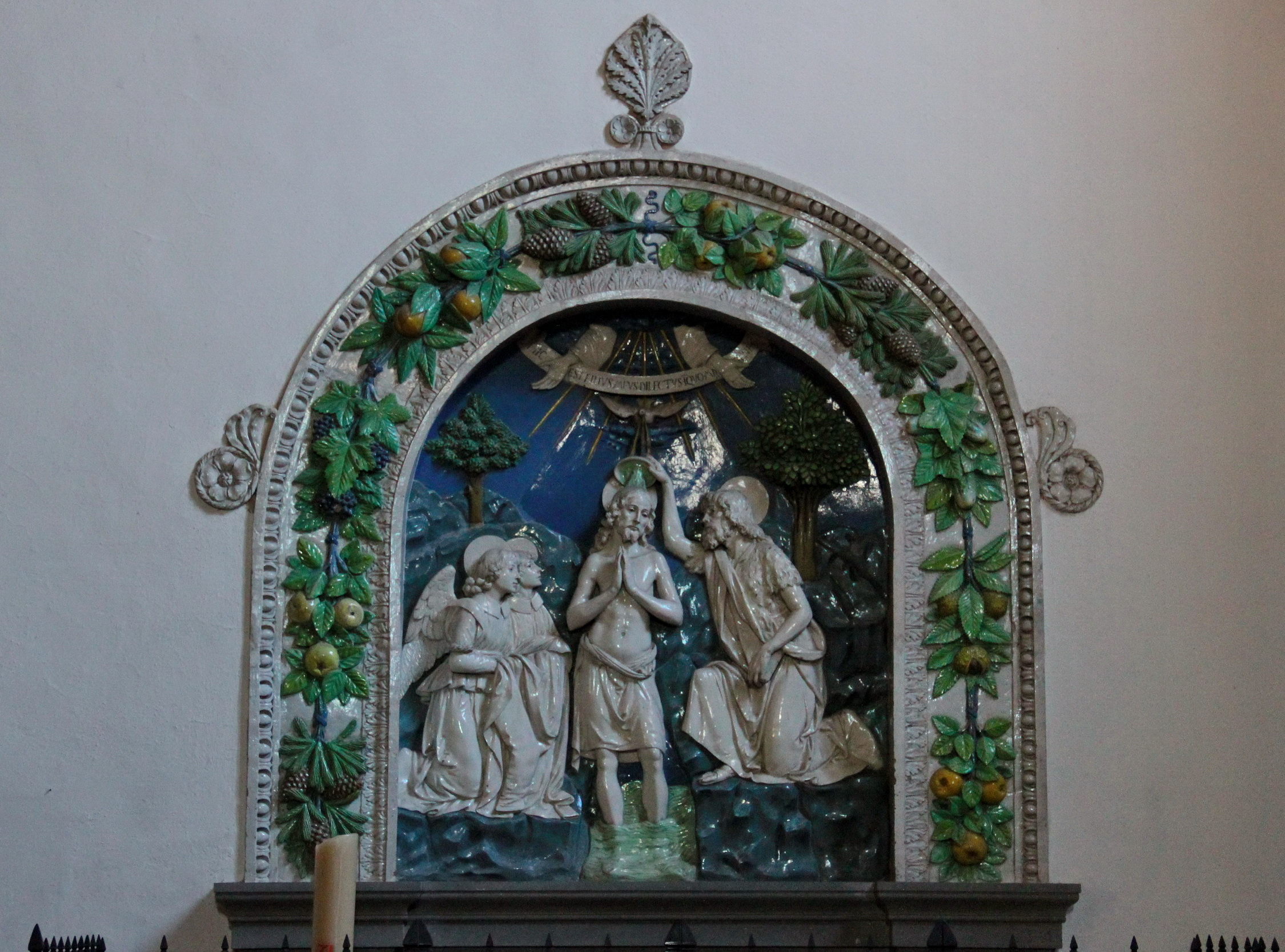
Pala sovrastante il Fonte Battesimale
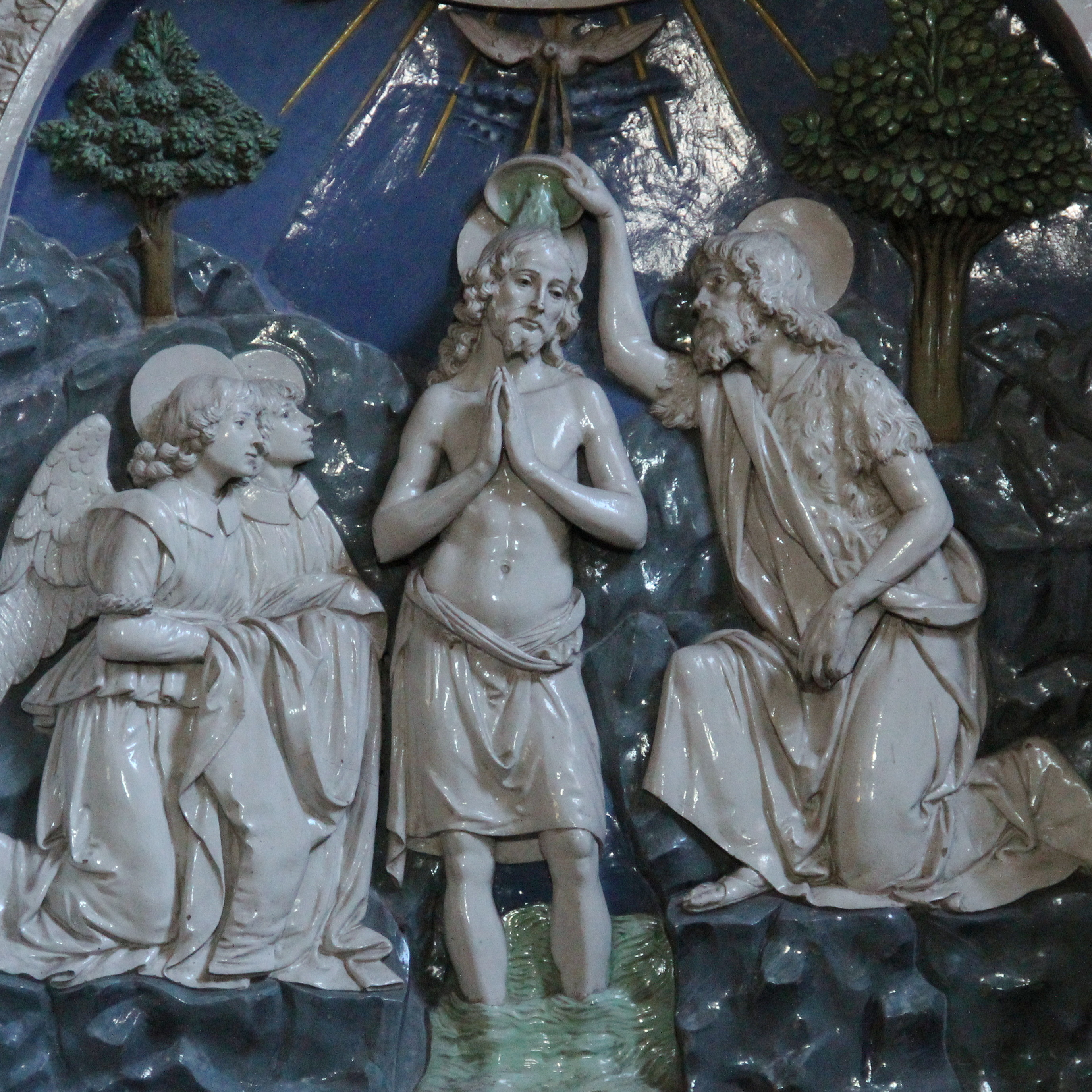
Fonte Battesimale, Gesù, S. Giovanni Battista e angeli, che pogono i lini
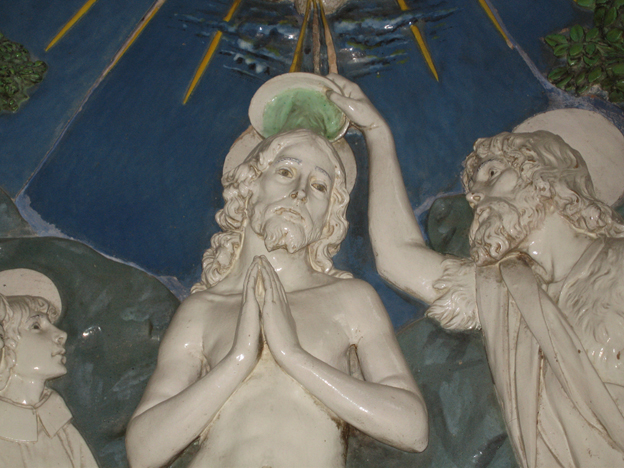
Fonte Battesimale, primo piano del volto di Gesù
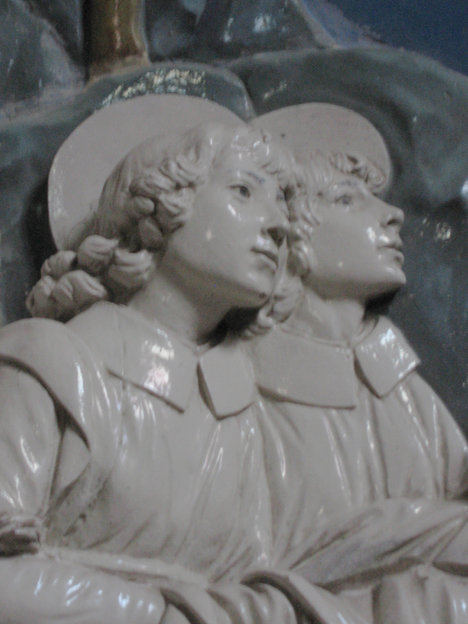
Fonte battesimale, gli angeli, che porgono i lini
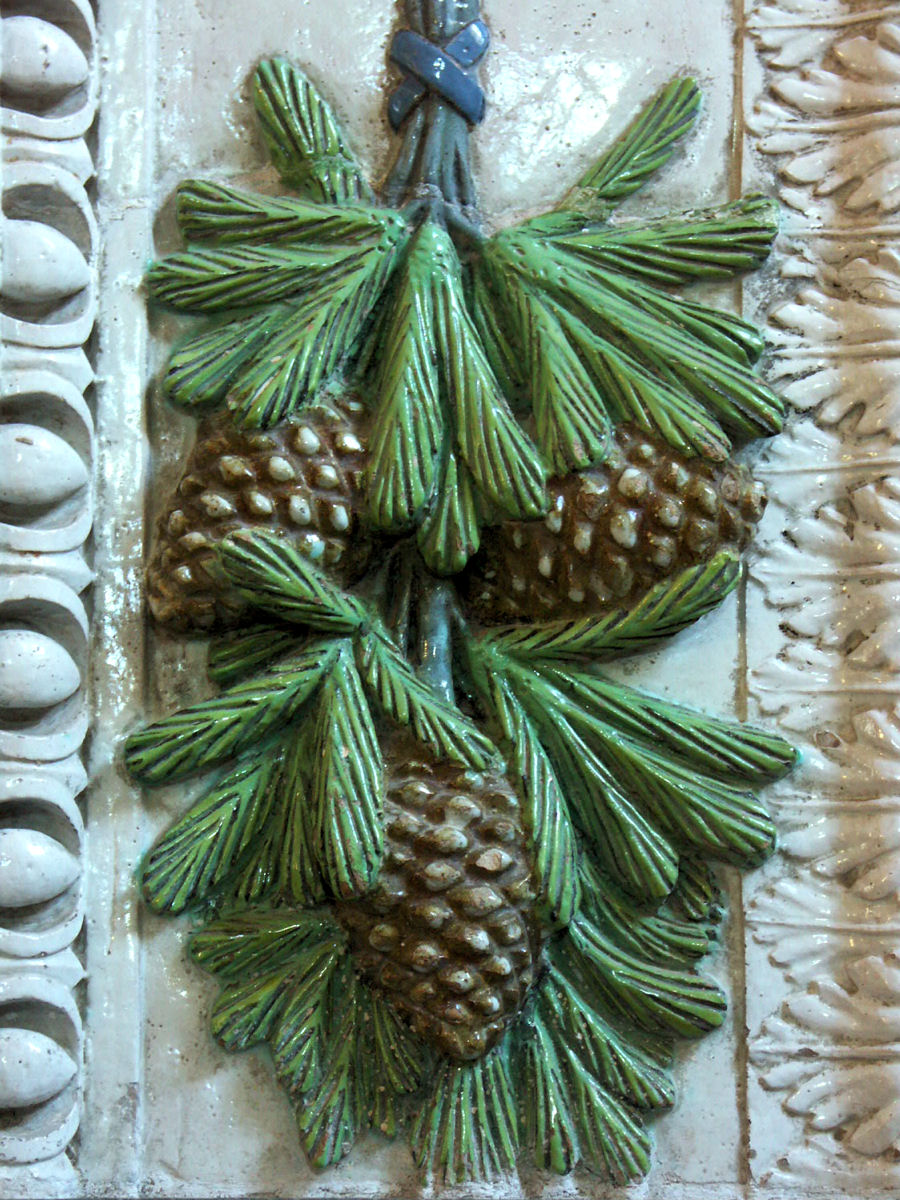
Fonte Battesimale, particolare del serto
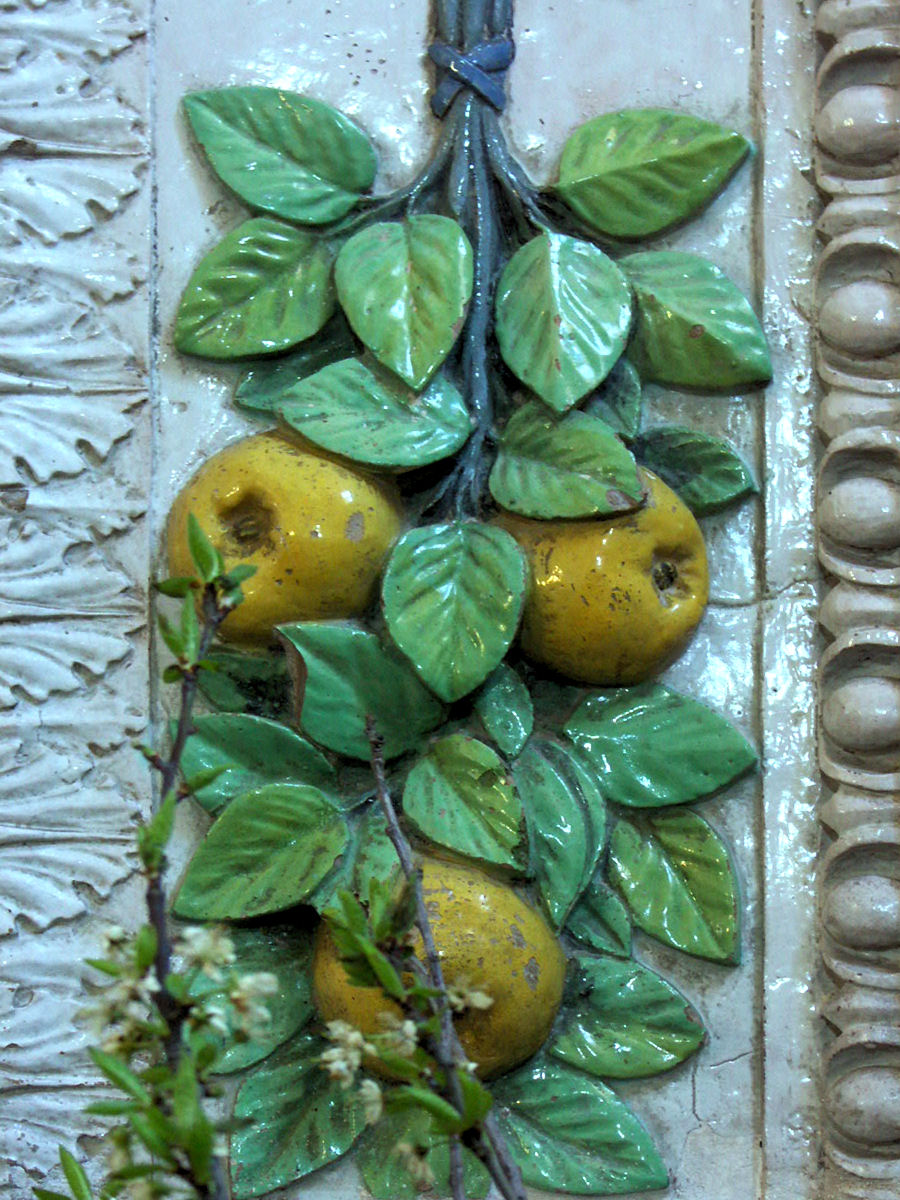
Fonte Battesimale, particolare del serto
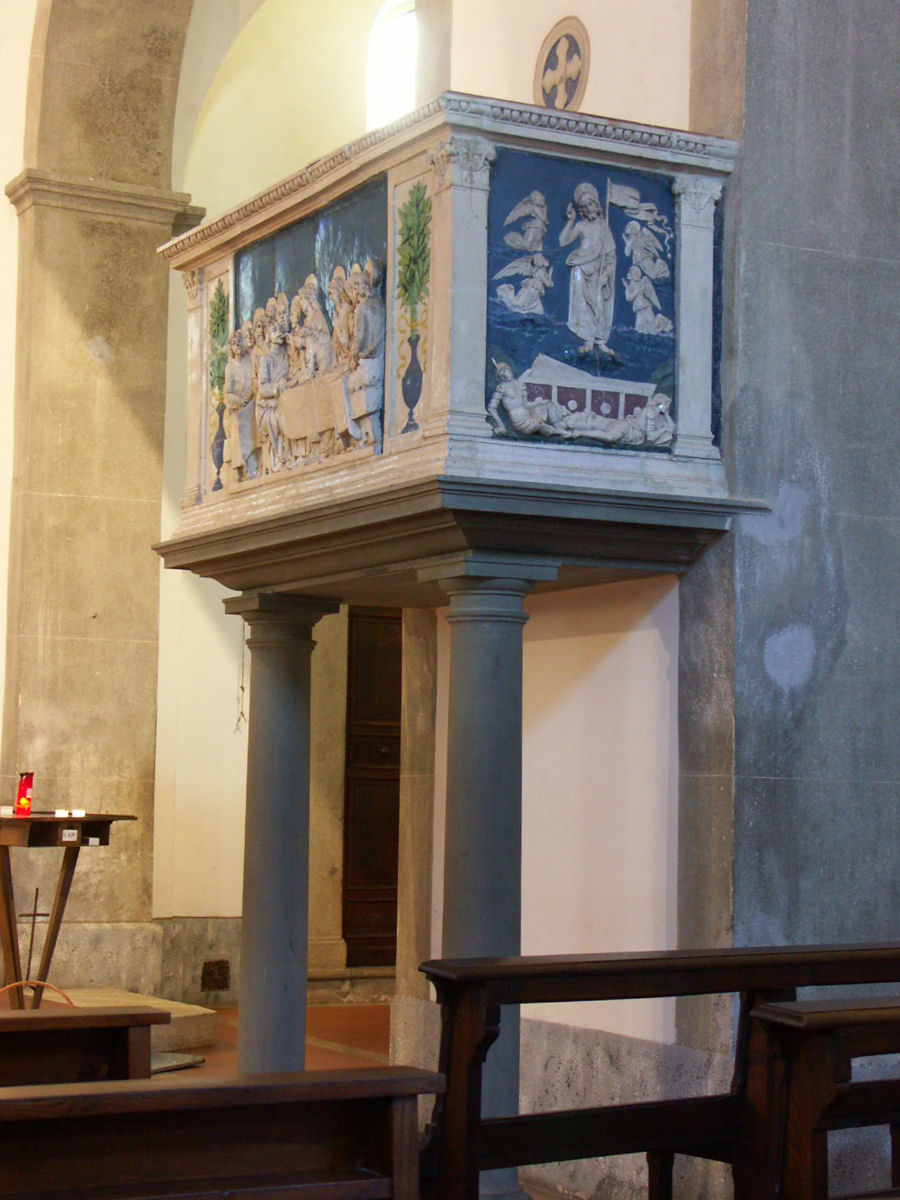
Pulpito
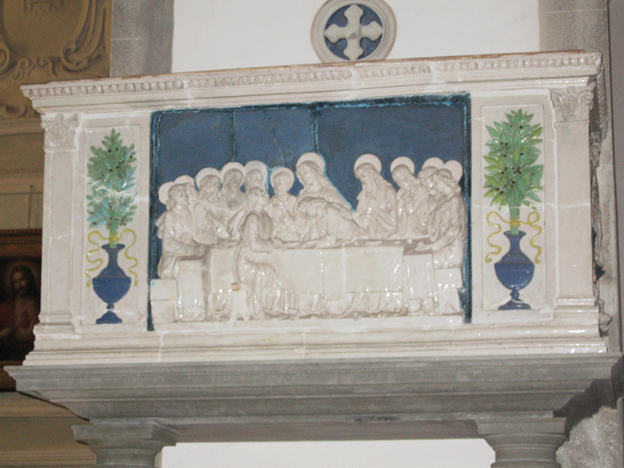
Pulpito, parte centrale, ultima cena
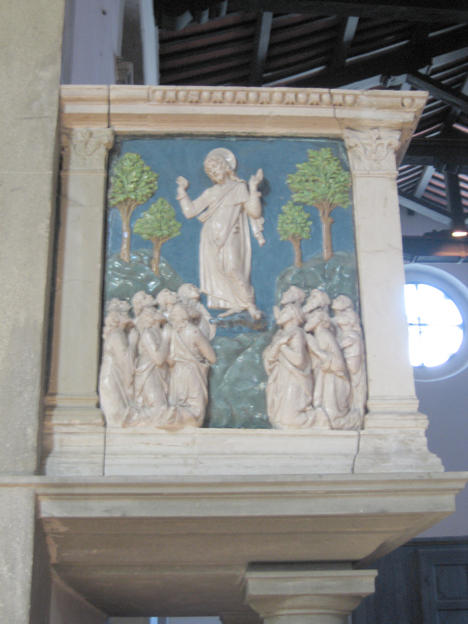
Pulpito, lato sinistro, ascensione di Gesù
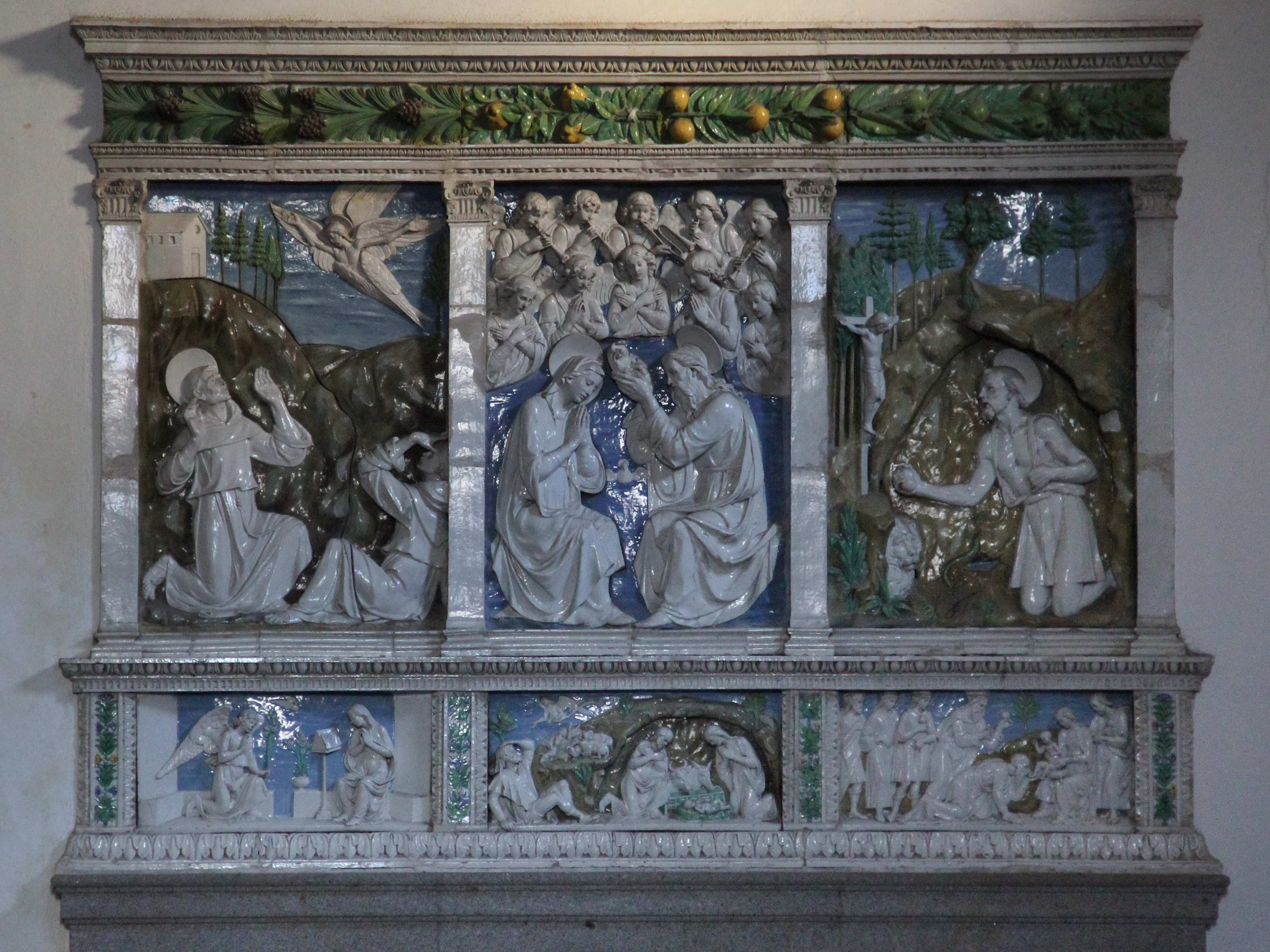
Trittico, navata di destra
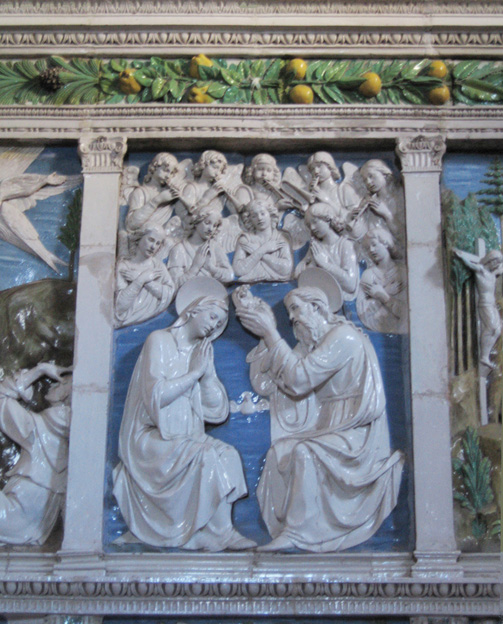
Trittico, formella centrale
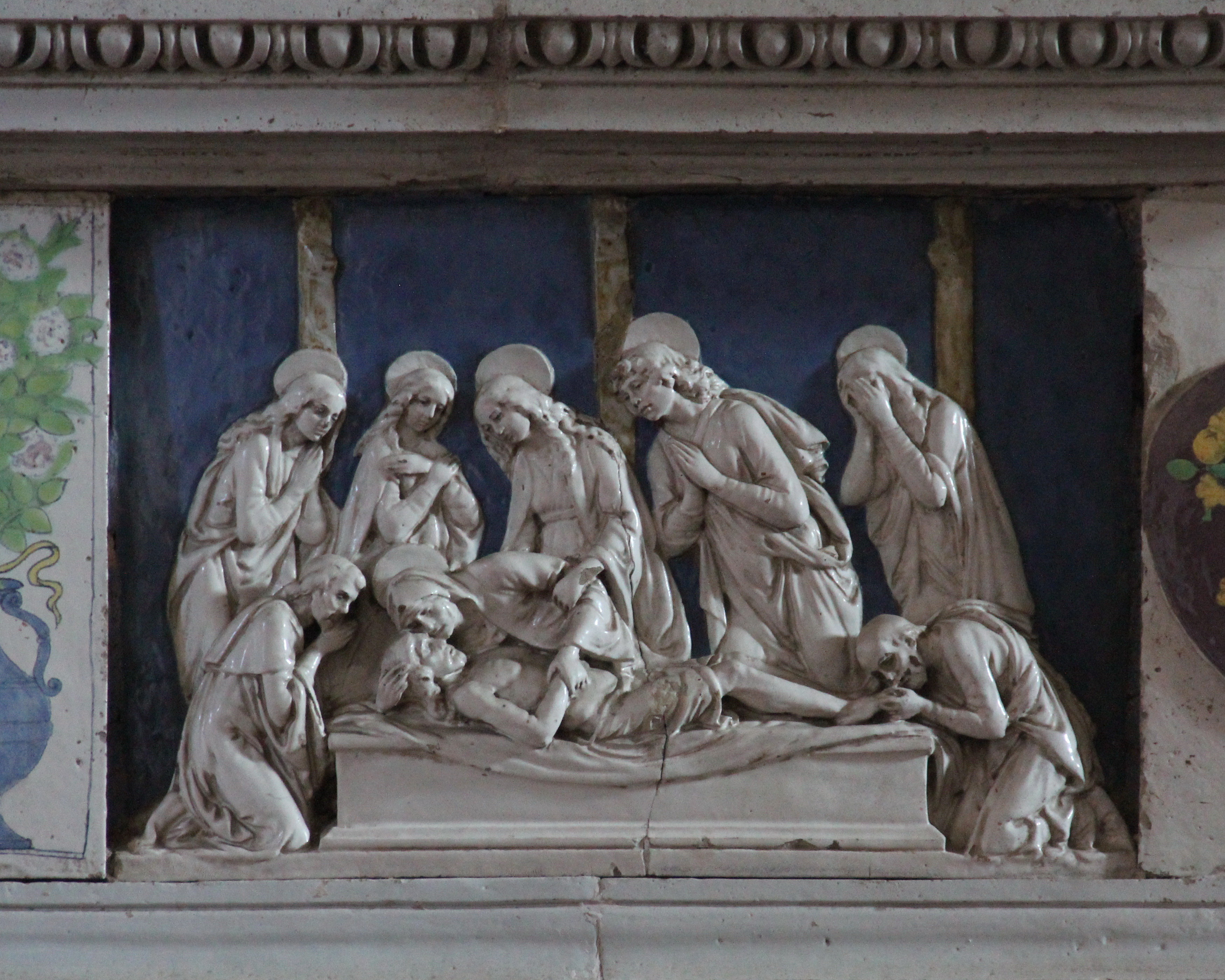
Trittico, prima formella a destra della predella
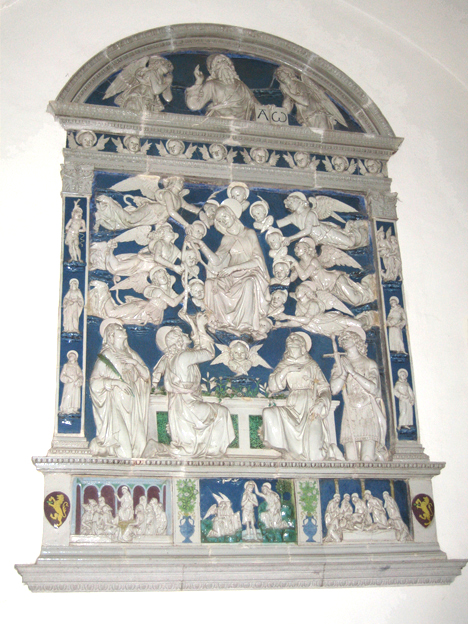
Assunta, navata di sinistra
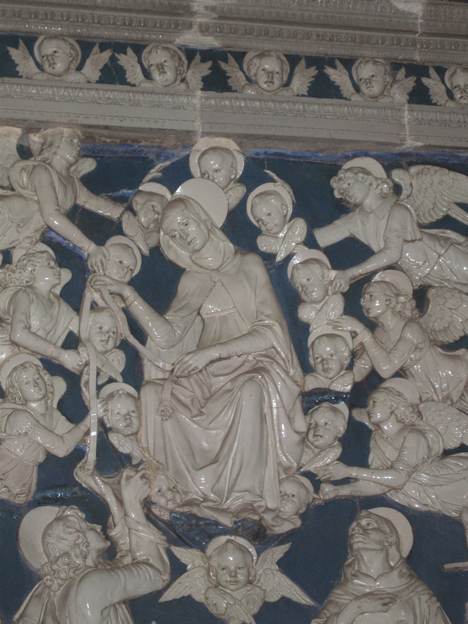
Assunta, particolare centrale
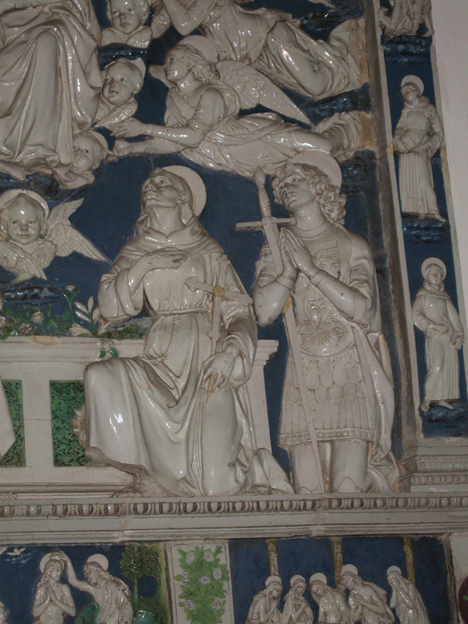
Assunta, particolare
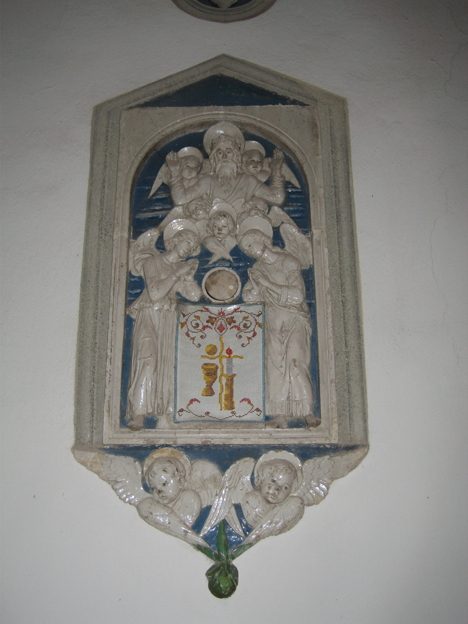
Tabernacolo
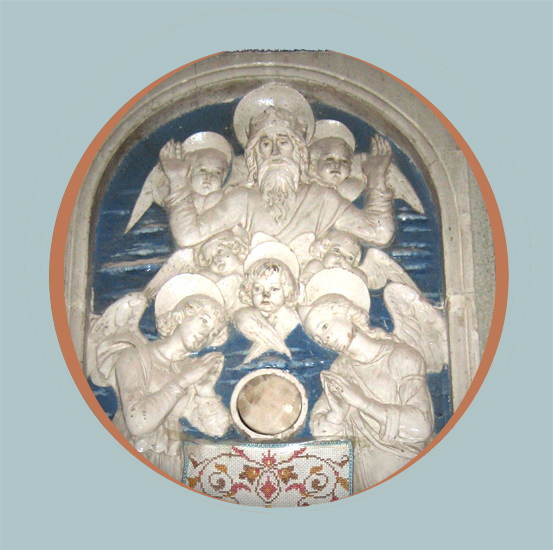
Tabernacolo, lato destro dell'altare maggiore, particolare